# ياروسواف ميكا
ياروسواف ميكا (بالبولندية: Jarosław Mika) هو ضابط كبير في القوات المسلحة البولندية وُلد في 31 أكتوبر 1962. شغل منصب قائد الأركان العامة للقوات المسلحة البولندية منذ عام 2017، وهو من الشخصيات البارزة في المؤسسة العسكرية البولندية الحديثة.

## الحياة المبكرة والتعليم
وُلد ميكا في بلدة شوينا أويشيتسكا في شمال بولندا. التحق بالمدارس العسكرية في الثمانينيات، وبدأ خدمته العسكرية النظامية في عام 1981. تلقى تعليمه العالي في الأكاديميات العسكرية البولندية والدولية.

## المسيرة العسكرية
خدم ميكا في العديد من الوحدات العسكرية البولندية، وكان له دور بارز في عمليات التدريب والتخطيط داخل الجيش. شغل عدة مناصب قيادية منها:
- قائد فرقة مدرعة
- قائد الفيلق متعدد الجنسيات الشمالي الشرقي لحلف الناتو
- ضابط ارتباط في بعثات دولية

شارك في الحرب في أفغانستان ضمن بعثات حلف الناتو، مما أكسبه خبرة دولية في العمليات المشتركة.
في عام 2017، عُين رسميًا رئيسًا للأركان العامة للقوات المسلحة البولندية، وهو أعلى منصب عسكري في بولندا. ومنذ توليه المنصب، أشرف على عمليات تحديث القوات البولندية وتعاونها مع الحلفاء ضمن حلف شمال الأطلسي.

## الإصابة بكوفيد-19
في 10 مارس 2020، أعلنت وزارة الدفاع البولندية أن ياروسواف ميكا ثبتت إصابته بفيروس كورونا المستجد، بعد عودته من اجتماع عسكري دولي. وتم وضعه في الحجر الصحي وتلقى العلاج، ثم تعافى لاحقًا.

## الأوسمة والجوائز
نال ميكا العديد من الأوسمة الوطنية والعسكرية، منها:
- وسام الاستحقاق لجمهورية بولندا
- وسام الاستحقاق للدفاع الوطني (الدرجة الذهبية)
- وسام الخدمة الطويلة في القوات المسلحة
- أوسمة من مؤسسات عسكرية تابعة لحلف الناتو